# Selbstverteidigung

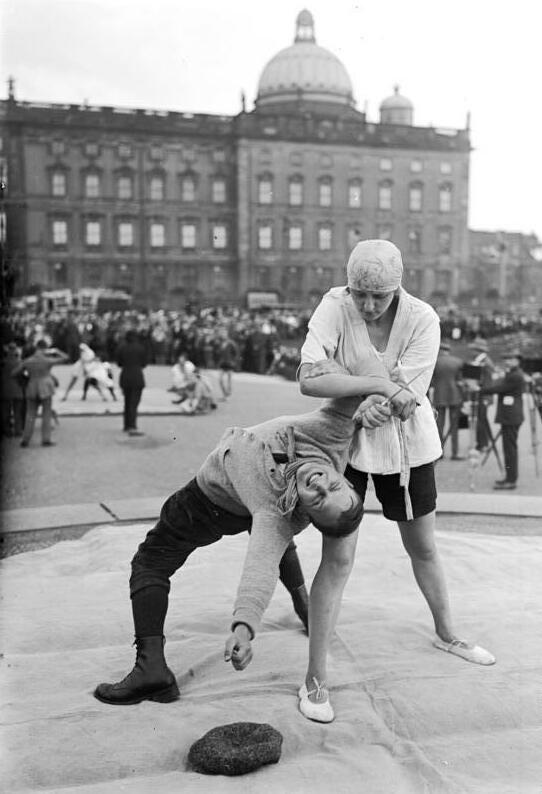
Messerabwehr im Jiu Jitsu, Berlin 1924

Als Selbstverteidigung wird die Vermeidung und die Abwehr von Angriffen auf die seelische oder körperliche Unversehrtheit eines Menschen bezeichnet. Die Spannweite solcher Angriffe beginnt bei Nichtbeachtung, unbedachten Äußerungen, Einnehmen von Gemeinschaftsraum, setzt sich fort über Beleidigungen, Mobbing und Körperverletzung und reicht bis zu schwersten Gewaltverbrechen. Dabei ist jedoch immer die Ausübung von Macht das Ziel des Täters. Die weit überwiegende Anzahl solcher Angriffe wird nicht von Fremden, sondern von Bekannten (Mitschüler, Verwandte, Ehepartner) verübt. Bei der Verteidigung gegen nicht-körperliche Angriffe spricht man heute auch von Selbstbehauptung (als Substantiv zu sich behaupten).

## Vermeidung
Es existiert eine Reihe von Maßnahmen zur Vermeidung der beschriebenen Angriffe, die unter anderem in Einrichtungen der Familienbildung und Volkshochschulen erlernt werden können. Hier nur einige Beispiele: Wenn Kinder nicht zu Fremden ins Auto steigen und die Haustür nicht öffnen, wenn es klingelt, dann vermeiden sie potenziell gefährliche Situationen. Ebenso handelt, wer um gewisse Menschengruppen einen Bogen macht, Abkürzungen durch menschenleere Gegenden vermeidet oder sich nicht verbal provozieren lässt.
Ein weiterer Ansatzpunkt ist die Tatsache, dass die meisten Täter erfolgreich sein wollen, das heißt also, nicht „erwischt“ werden wollen. Täter wollen ihr Opfer isolieren, also vom Schutz der Anderen abschneiden. Eine wirksame Selbstverteidigung ist daher das Öffentlichmachen des Verbrechens. Darauf beruhen viele Methoden zur Vermeidung durch Abschreckung. Dazu gehört, in der Öffentlichkeit nicht hilflos oder überängstlich zu wirken, sondern durch das Auftreten zu vermitteln, sich im Zweifelsfall helfen zu können. Wenn Kinder nicht alleine, sondern mit Freunden zur Schule gehen; wenn sie sich auch auf dem Pausenhof nicht alleine oder in schwer einsehbaren Bereichen aufhalten, sondern in der Nähe der Aufsicht, schrecken sie mögliche Angreifer ab.

## Abwehr
Die Abwehr eines Angriffes wird erforderlich, wenn Vermeidung und Abschreckung nicht funktioniert haben, sowie in Situationen, die nicht durch die Polizei oder Rechtsanwälte geregelt werden können.
Zu unterscheiden sind zwei Fälle:
- Der Angreifer ist ein Fremder, es handelt sich um einen einmaligen, akuten Angriff. Dann ist das wichtigste Ziel, Hilfe zu bekommen und die Situation entweder zu beenden oder ihr zu entkommen.
- Der Angreifer ist ein Bekannter oder Verwandter, der Angriff kann auch über einen längeren Zeitraum andauern. Hier ist Entkommen oft schwieriger, zum Beispiel für Kinder oder finanziell Abhängige.

## Abgrenzung zu Notwehr, Nothilfe und Notstand
Unter den juristischen Begriffen Notwehr und Nothilfe sind lediglich Maßnahmen zusammengefasst, die einen gegenwärtigen und rechtswidrigen Angriff von sich oder einem anderen abwenden. Die Abwehr von unmittelbaren Gefahren durch Tiere, wie auch der Schutz von Gegenständen und anderen Rechtsgütern gegen Gefahren, die nicht von einem Angriff ausgehen, fallen unter die Regelungen zum Notstand. 
Wer Selbstverteidigung anwendet, ohne durch o. g. Regelungen gerechtfertigt zu sein (z. B. sich gegen Mobbing körperlich verteidigt, obwohl kein gegenwärtiger, rechtswidriger Angriff vorliegt), macht sich selbst strafbar (siehe Körperverletzungsdelikt). Allerdings wird die Strafbarkeit ggf. durch die Einwilligung des Verletzen (z. B. bei Kampfsport, siehe unten) in der Regel ausgeschlossen (Ausnahme: Die Körperverletzung ist trotz Einwilligung rechtswidrig, was insbesondere bei schweren Verletzungen in Frage kommt).
Die juristischen Regelungen unterscheiden sich von Staat zu Staat.

## Abgrenzung zu Kampfsport und Kampfkunst

### Kampfsport und Selbstverteidigung
Die meisten Kampfsportarten waren einst Soldatenhandwerk, andere haben ihren Ursprung in kriminellen Strukturen (Savate). Heute sind sie Sportarten mit festen Regeln. In realistischen Abwehrsituationen herrscht jedoch von vornherein ein Machtgefälle: der Angreifer ist stärker/zahlreicher als der Verteidiger. Die geistige Grundausrichtung der Kampfsportarten, einen gleich starken Partner zu besiegen, ist der Selbstverteidigungssituation prinzipiell entgegengesetzt, wo man einem überlegenen Angreifer entkommen will. Dennoch sind einzelne Kampfsport-Techniken auch im Ernstfall einsetzbar. Insbesondere Vollkontakterfahrungen der Kampfsportler können sich als hilfreich erweisen. Für Laien sind die Grenzen von Kampfsport/-kunst und Selbstverteidigung schwer zu sehen, da fast alle Kampfsportschulen mit Selbstverteidigung und geistiger Schulung werben. Entscheidend ist jedoch nicht, welches System man trainiert, sondern das Fachwissen des einzelnen Trainers, ob er also zum Beispiel weiß, wie man gefährliche Situationen erkennt und vermeidet.

### Kampfkunst als Selbstverteidigung
Der Begriff Kampfsport ist zu unterscheiden von dem der Kampfkunst. Kampfkünste entstanden in Zeiten, in denen Menschen häufig mit Kämpfen konfrontiert waren und sich verteidigen mussten, sei es mit oder ohne Waffen. Um ihre komplexen und damit schwierig anzuwendenden Techniken und Prinzipien im Ernstfall zu beherrschen, ist häufig jahrelanges Studium der Kampfkünste vonnöten. Zu den bekanntesten gehören Wing Chun, Aikidō, Karate, Taekwondo und Jiu Jitsu sowie die daraus abgeleitete Judo-Selbstverteidigung. Unter den genannten ist Taekwondo inzwischen zur olympischen Disziplin, Karate zu einer vom IOC anerkannten Sportart geworden.
Soll eine Kampfkunst nach sportlichem Maßstab ausgeführt werden, müssen Reglementierungen getroffen und darin bestimmte Techniken von vornherein ausgeschlossen werden, um eine unmittelbare Schädigung des Gegners zu verhindern, z. B. der Tiefschlag beim Boxen oder Faustschläge ins Gesicht beim olympischen Taekwondo. „Wenn etwas [...] im Kampfsport als Verstoß gewertet wird, ist es wahrscheinlich hervorragend für die Selbstverteidigung geeignet.“ (John Wiseman, Ausbilder der britischen Spezialeinheit SAS). Als logische Konsequenz haben sich diese Kampfkünste, nach modernen Gesichtspunkten unterrichtet, zu Kampfsportarten entwickelt. Man kann daraus auch argumentieren, dass traditionelle, zur Selbstverteidigung optimierte Disziplinen kaum eine disziplinarische Begrenzung ihres technischen Repertoires anstreben.

### Selbstverteidigungssysteme

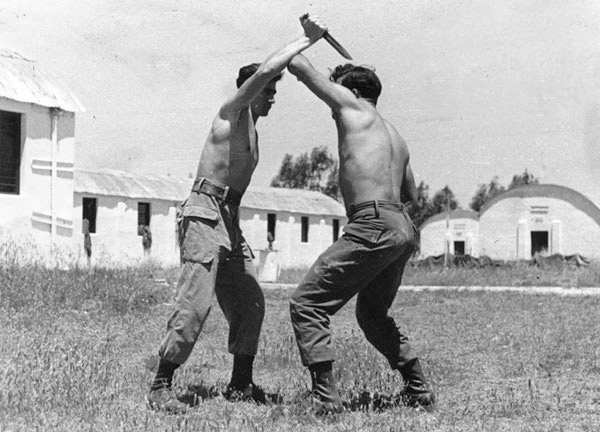
Messerabwehr im Krav Maga, Israel 1955

Spezielle Selbstverteidigungssysteme wurden mit der alleinigen Ausrichtung auf Selbstverteidigung geschaffen. Ihnen fehlt der künstlerische und spirituelle Anspruch einer Kampfkunst. Diese Systeme haben oft einen militärischen Hintergrund (Nahkampf) und sind darauf ausgerichtet, den Schülern möglichst schnell grundlegende Selbstverteidigungsfähigkeiten zu vermitteln. Beispiele für beliebte Systeme sind Krav Maga und Combatives.

## Selbstbehauptung
Von der Selbstverteidigung ist die Selbstbehauptung nur unscharf abzugrenzen: Mit diesem Begriff wird meist die Durchsetzung der eigenen Rechte mit verbalen, unverletzenden Mitteln bezeichnet. Bestimmte strategische Techniken, die dazu dienen, mit bedrohlichen Konflikten differenziert umzugehen, kombinieren Selbstverteidigung mit Selbstbehauptung z. B. das für Frauen entwickelte Wendo.
Besonders Menschen mit geringem Selbstwertgefühl und geringem sozialem Wissen haben es schwer, ihre Bedürfnisse, Ansichten und Interessen gegen andere, auch in einer Gruppe, durchzusetzen. Daher werden sie häufiger Opfer der psychisch-manipulativen „Machtspiele“ des Alltags, die im schlimmsten Fall bis zum Mobbing gehen können. Mit der Selbstverteidigung gegen diese Übergriffe, die sehr viel häufiger als akute körperliche Gewalttaten sind, beschäftigt sich die Selbstbehauptung. „Das Selbstbehauptungstraining ist eine Ansammlung von Methoden, die soziale Ängste und Kontaktstörungen wie Selbstunsicherheiten abbauen soll. Durchsetzungsvermögen und soziale Kompetenz sollen erlernt werden.“
Problematisch ist, dass sich Mobbing meist schwer nachweisen lässt, da es meistens durch eine Vielzahl unterschiedlichster Aktivitäten über einen langen Zeitraum mehr psychologisch als physisch erfolgt. Das „Selbstbehaupten durch Hauen“ allerdings ist schnell zu beweisen, vor allem, wenn der Angreifer gegen eine Gruppe agiert, deren Mitglieder hinterher als Zeugen auftreten können.

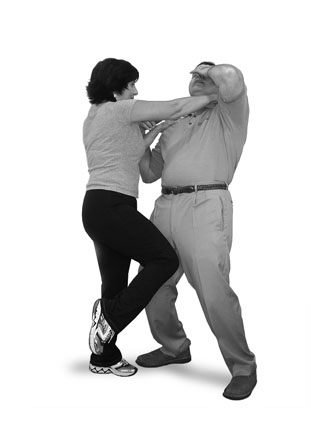
Selbstverteidigung Frau gegen Mann

## Selbstverteidigung im Völkerrecht
Das Selbstverteidigungsrecht ist auch im Völkerrecht verankert. In Artikel 51 UN-Charta ist die Rede von einem „naturgegebenen Recht zur individuellen oder kollektiven Selbstverteidigung“. Unter individueller Selbstverteidigung wird hier das Recht eines einzelnen Staates verstanden, sich gegen kriegerische Auseinandersetzungen zu wehren. Bei kollektiver Verteidigung ist die Hilfeleistung eines unbedrohten Staats für einen anderen Staat angesprochen, der sich einem bewaffneten Angriff ausgesetzt sieht. Die Berufung auf dieses Selbstverteidigungsrecht muss eine Handlung gegen eine konkrete, unmittelbar drohende Gefahr sein (Präemption). Ob eine Bedrohung, ein Bruch des Friedens oder eine Angriffshandlung vorliegt, wird nach Art. 39 UN-Charta durch den Sicherheitsrat der Vereinten Nationen festgestellt. In den Grenzen des Artikel 51 UN-Charta haben sich Verteidigungsbündnisse gebildet; eines hiervon ist die NATO. Prävention ist hingegen auf eine lediglich mittelbare Bedrohung gerichtet und völkerrechtlich unzulässig. Die Präventivdoktrin der USA – etwa wegen des „Kriegs gegen den Terror“ oder gegen vermeintliche atomwaffenherstellende Staaten – wird in den USA als zulässige Präemption verstanden, ist jedoch völkerrechtswidrig, weil bisher weder Pläne noch Vorbereitungshandlungen als unmittelbar drohende Gefahr nachgewiesen werden konnten. Allerdings hatte der Sicherheitsrat in seinen Resolutionen 1368 (2001) und 1373 (2001) unter Berufung auf die Terrorakte das Recht auf Selbstverteidigung im Sinne der UN-Charta bekräftigt.

## Selbstverteidigung in der Philosophie: Feministische Theorie und historische Einordnung
Die französische Philosophin Elsa Dorlin verfasste 2019 eine umfassende historische und philosophische Betrachtung zur politischen Selbstverteidigung. Das Buch Selbstverteidigung: eine Philosophie der Gewalt fand internationale Beachtung und wurde 2020 ins Deutsche übersetzt. Es zeigt auf, wie Selbstverteidigung von Vertretern der Macht jeweils auch umgedeutet werden kann und reflektiert deren Legitimität.